# 台灣大聯盟獎項
台灣大聯盟獎項列出台灣大聯盟歷年所頒獎項，該聯盟1997年開打，2002年底因併入中華職棒而解散。

## 投球部份
- 台灣大聯盟勝投王
- 台灣大聯盟救援王
- 台灣大聯盟三振王
- 台灣大聯盟防禦率王

## 打擊部份
- 台灣大聯盟安打王
- 台灣大聯盟全壘打王
- 台灣大聯盟打點王
- 台灣大聯盟打擊王
- 台灣大聯盟盜壘王

## 個人獎項
- 台灣大聯盟最佳總教練
- 台灣大聯盟特別獎
- 台灣大聯盟年度新人王
- 台灣大聯盟最佳進步獎
- 台灣大聯盟本土最佳打擊
- 台灣大聯盟本土最佳投手

## 其它獎項
- 台灣大聯盟最佳九人獎
- 台灣大聯盟金手套獎